# Wiceprezydenci Hondurasu

## 1895-1954
| Okres     | Wiceprezydent             | Uwagi |
| --------- | ------------------------- | ----- |
| 1895–1899 | Manuel Bonilla            | [ 1 ] |
| 1899–1903 | José María Reina          |       |
| 1903–1907 | Miguel R. Dávila          | [ 1 ] |
| 1908      | Máximo B. Rosales         | [ 2 ] |
| 1908–1911 | Dionysius Gutiérrez       | [ 2 ] |
| 1912–1913 | Francisco Bertrand        | [ 1 ] |
| 1913–1915 | Nazario Soriano           | [ 3 ] |
| 1916–1919 | Alberto Membreño Vásquez  |       |
| 1920–1924 | José María Ochoa          |       |
| 1925–1929 | Presentación Quezada      |       |
| 1929–1933 | Rafael Díaz Chávez        |       |
| 1933–1949 | Abraham Williams Calderón |       |
| 1949–1954 | Julio Lozano Díaz         |       |

## 1957-1972 (junta wojskowa)
| 1957–1963 | Ramon Villeda Morales    | José Mejía Arellano      | Francisco Milla Bermúdez | Juan Miguel Mejía        |
| 1965–1971 | Oswaldo López Arellano   | Ricardo Zúñiga Agustinus | Horacio Moya Posas       | Napoleón Alcerro Oliva   |
| 1971–1972 | Ramón Ernesto Cruz Uclés | René Bendaña Meza        | Eugenio Matute Canizales | Tiburcio Carías Castillo |

## Konstytucyjni wiceprezydenci (1982-)

### Desygnowani przez prezydenta (1982–2006)
| Okres     | Prezydent                | Pierwszy wiceprezydent   | Drugi wiceprezydent               | Trzeci wiceprezydent           | Uwagi                       |
| --------- | ------------------------ | ------------------------ | --------------------------------- | ------------------------------ | --------------------------- |
| 1982–1986 | Roberto Suazo Cordova    | Marcelino Ponce Martínez | Céleo Arias Moncada               | Arturo Rendón Pineda           |                             |
| 1986–1990 | José Azcona del Hoyo     | Alfredo Fortín           | José Pineda Gómez                 | Jaime Rosenthal                | Rosenthal rezygnacja w 1989 |
| 1990–1994 | Rafael Leonardo Callejas | Jacobo Hernández Cruz    | Marco Tulio Cruz                  | Roberto Martínez Lozano        |                             |
| 1994–1998 | Carlos Roberto Reina     | Walter López Reyes       | Juan de la Cruz Avelar Leiva      | Guadalupe Jerezano Mejía       | Jerezano zrezygnował 1997   |
| 1998–2002 | Carlos Roberto Flores    | William Handal Raudales  | Gladys Caballero de Arévalo       | Hector Vidal Cerrato Hernandez |                             |
| 2002–2006 | Ricardo Maduro           | Vicente Williams Agasse  | Armida Villela de López Contreras | José Alberto Díaz Lobo         |                             |

### Wiceprezydenci i komisarze prezydenccy (2006–2010)
| Term      | Prezydent          | Wiceprezydent | Uwagi                    |
| --------- | ------------------ | --- | ------------------------ |
| 2006–2009 | Manuel Zelaya      | Elvin Santos (27 stycznia 2006 – 18 listopada 2008) nieobsadzony (18 listopada 2008 – 1 lutego 2009) Arístides Mejía (1 lutego 2009- 28 czerwca 2009) | Elvin Santos zrezygnował |
| 2009–2010 | Roberto Micheletti | Nieobsadzone (28 czerwca 2009 – 27 stycznia 2010) |                          |

### Desygnowani przez prezydenta (2010-)
| Term      | Prezydent              | Pierwszy wiceprezydent          | Drugi wiceprezydent         | Trzeci wiceprezydent             | Uwagi |
| --------- | ---------------------- | ------------------------------- | --------------------------- | -------------------------------- | ----- |
| 2010–2014 | Porfirio Lobo Sosa     | María Antonieta Guillén Vásquez | Samuel Armando Reyes Rendon | Victor Hugo Barnica              |       |
| 2014–2018 | Juan Orlando Hernández | Ricardo Antonio Alvarez Arias   | Ana Rossana Guevara Pinto   | Lorena Enriqueta Herrera Estevez |       |